# Wołodymyr Saszuk
Wołodymyr Saszuk (ukr. Володимир Миколайович Сашук) – ukraiński chemik, dr hab. nauk chemicznych, profesor nadzwyczajny Instytutu Chemii Fizycznej Polskiej Akademii Nauk.

## Życiorys
23 lutego 2007 obronił pracę doktorską Badania metatezy związków zawierających wiązanie potrójne C-C: nowe katalizatory i zastosowania w syntezie organicznej, 19 czerwca 2017 habilitował się na podstawie rozprawy zatytułowanej Synteza nanocząstek i ich organizacja na granicach faz płynnych. Jest zatrudniony na stanowisku profesora nadzwyczajnego w Instytucie Chemii Fizycznej Polskiej Akademii Nauk.